# سارخنتس د لا لرا
سارخنتس د لا لرا (به اسپانیایی: Sargentes de la Lora) یک شهرستان در اسپانیا است که در کاستیا و لئون واقع شده‌است.

## خصوصیات
سارخنتس د لا لرا ۸۵ کیلومترمربع مساحت و ۱۹۶ نفر جمعیت دارد.